# Victory Road (2022)
Pour les articles homonymes, voir Victory Road.
Victory Road (2022) est un évènement de catch professionnel produit par la fédération américaine Impact Wrestling. Il se déroula le 23 septembre 2022 au Skyway Studios à Nashville, Tennessee. Il s'agit du treizième évènement de la chronologie des Victory Road. Il fut diffusé exclusivement sur Impact Plus.

## Contexte
Cet événement de catch professionnel présente différents matchs impliquant des catcheurs heel (méchant) et face (gentil), ils combattent sous un script écrit à l'avance.

## Tableau des matchs
| Ordre par numéros | Résultat                                                                                                   | Stipulation(s)                                                            | Temps |
| --- | --- | ------------------------------------------------------------------------- | ----- |
| 1P | Bullet Club (Ace Austin, Chris Bey et Juice Robinson) battent Jack Price, Jason Hotch et Shogun            | Six-man tag team match                                                    | 4:43  |
| 2P | Tasha Steelz (avec Savannah Evans) bat Killer Kelly par disqualification                                   | match simple                                                              | 9:21  |
| 3 | Mike Bailey (c) bat Delirious                                                                              | match simple pour X Division Championship                                 | 10:39 |
| 4 | The Motor City Machine Guns (Alex Shelley et Chris Sabin) battent Honor No More (PCO et Vincent)           | Tag Team match                                                            | 11:29 |
| 5 | Gisele Shaw contre Mickie James                                                                            | match simple                                                              | 12:21 |
| 6 | Frankie Kazarian bat Alex Zayne, Black Taurus, Kenny King, Laredo Kid, Mia Yim, Trey Miguel et Yuya Uemura | Triple Threat Revolver pour devenir challenger au X Division Championship | 24:08 |
| 7 | Honor No More (Eddie Edwards, Matt Taven et Mike Bennett) battent Heath, Josh Alexander et Rich Swann      | Six-man tag team match                                                    | 16:06 |
| 8 | Jordynne Grace bat Max The Impaler                                                                         | Pick Your Poison match                                                    | 10:35 |
| 9 | Steve Maclin bat Moose et Sami Callihan                                                                    | Barbed Wire Massacre match                                                | 24:56 |
| La lettre C placée entre parenthèses désigne la personne ou l’équipe championne en titre. P – indique que le match a eu lieu lors du pré-show | |                                                                           |       |